# Freestyle vid olympiska vinterspelen 2006
Olympiska vinterspelen 2006 - Freestyle

## Program
Alla tider anges i lokal tid (PST). Lägg till nio timmar för centraleuropeisk tid (CET).
| Dag | Datum                    | Start | Slut  | Gren                 | Fas   |
| --- | ------------------------ | ----- | ----- | -------------------- | ----- |
| 2   | Lördag 13 februari 2010  | 16:30 | 17:30 | Damernas puckelpist  | Kval  |
| 2   | Lördag 13 februari 2010  | 19:30 | 20:30 | Damernas puckelpist  | Final |
| 3   | Söndag 14 februari 2010  | 14:30 | 15:30 | Herrarnas puckelpist | Kval  |
| 3   | Söndag 14 februari 2010  | 17:30 | 18:30 | Herrarnas puckelpist | Final |
| 9   | Lördag 20 februari 2010  | 10:00 | 11:30 | Damernas hopp        | Kval  |
| 10  | Söndag 21 februari 2010  | 09:15 | 10:15 | Herrarnas skicross   | Kval  |
| 10  | Söndag 21 februari 2010  | 12:15 | 13:30 | Herrarnas skicross   | Final |
| 11  | Måndag 22 februari 2010  | 18:00 | 19:30 | Herrarnas hopp       | Kval  |
| 12  | Tisdag 23 februari 2010  | 10:30 | 11:30 | Damernas skicross    | Kval  |
| 12  | Tisdag 23 februari 2010  | 13:00 | 14:15 | Damernas skicross    | Final |
| 13  | Onsdag 24 februari 2010  | 19:30 | 20:30 | Damernas hopp        | Final |
| 14  | Torsdag 25 februari 2010 | 18:00 | 19:00 | Herrarnas hopp       | Final |

## Medaljtabell
| Pl. | Nation     | Guld | Silver | Brons | Totalt |
| --- | ---------- | ---- | ------ | ----- | ------ |
| 1   | Kina       | 1    | 1      | 0     | 2      |
| 2   | Australien | 1    | 0      | 1     | 2      |
| 3   | Kanada     | 1    | 0      | 0     | 1      |
| 3   | Schweiz    | 1    | 0      | 0     | 1      |
| 5   | Belarus    | 0    | 1      | 0     | 1      |
| 5   | Finland    | 0    | 1      | 0     | 1      |
| 5   | Norge      | 0    | 1      | 0     | 1      |
| 8   | Frankrike  | 0    | 0      | 1     | 1      |
| 8   | Ryssland   | 0    | 0      | 1     | 1      |
| 8   | USA        | 0    | 0      | 1     | 1      |

## Medaljsummering

### Herrar
| Gren                   | Guld                  | Silver                     | Brons                  |
| Puckelpist Detaljer... | Dale Begg-Smith (AUS) | Mikko Ronkainen (FIN)      | Toby Dawson (USA)      |
| Hopp Detaljer...       | Han Xiaopeng (CHN)    | Dzmitryj Dasjtjynski (BLR) | Vladimir Lebedev (RUS) |

### Damer
| Gren                   | Guld                | Silver          | Brons               |
| Puckelpist Detaljer... | Jennifer Heil (CAN) | Kari Traa (NOR) | Sandra Laoura (FRA) |
| Hopp Detaljer...       | Evelyne Leu (SUI)   | Li Nina (CHN)   | Alisa Camplin (AUS) |